# Битва за Рим (1409-1410)
Битва за Рим (1409—1410) или Освобождение Рима (итал. liberazione di Roma — сражение между Неаполитанским королевством и коалицией Папского государства, Болоньи, Сиенской и Флорентийской республик за столицу Папского государства Рим.
20 сентября 1410 года, после почти годовой осады, неаполитанские войска были вынуждены покинуть Рим, что решающим образом повлияло на провал проекта объединения Италии под властью неаполитанского короля Владислава.

## Предыстория
В первые годы XV в. Папское государство переживало трудности из-за последствий западного раскола и авиньонского плена. Недавно ставший королём Неаполя Владислав решил воспользоваться кризисной ситуацией, стремясь усилить своё государство и расширить его за счёт северного соседа. В своем проекте политического единства Италии под своей короной он заручился поддержкой Венецианской республики, в то время как влиятельные силы Тосканы Флоренции и Сиена отказались от союза.
Владислав напал на Сиенскую республику с её южных границ, и, потерпев неудачу в попытке 2 апреля 1409 года свергнуть её правительство, привел армию к стенам её столицы. 24 апреля сиенская армия вышла из ворот Писпини, Порта Романа и Туфи и атаковала стоявшую лагерем в долинах неаполитанскую армию во главе с Паоло Савелли, Паоло Орсини и Анджело Тарталья, вынудив их отступить и свернуть осаду.
Серьёзная угроза, которую Владислав представлял городам центральной и северной Италии, привела к созданию лиги во главе с Флоренцией и Сиеной, к которой присоединились и другие города, вроде Болоньи. Антипапа Александр V решительно выступил против Владислава: отлучил от церкви и призвал в Италию свергнутого с неаполитанского престола графа Анжу Людовика II, которого провозгласил королем Неаполя..

## Сражение
Армия антинеаполитанской лиги во главе с Анджело делла Пергола, Браччо да Монтоне и Муцио Аттандоло Сфорца вышла из сиенского города Кьюси в сентябре 1409 года, чтобы освободить Папское государство от оккупации Неаполитанского королевства. Освободив Витербо и Орвието без боя, 1 октября 1409 года они подошли к Риму, пополнив свои ряды перешедшим на их сторону отрядом кондотьера Паоло Орсини.
При содействии поддерживавшего пантифика римского населения сиенские и флорентийские отряды заняли с большими потерями район Трастевере и Ватиканский холм. Однако неаполитанцы укрепились на противоположном берегу Тибра, предотвратив тем самым форсирование реки..
Учитывая невозможность продолжения, Людовик II решил вернуться во Францию, чтобы организовать необходимое подкрепление, в то время как Болонья решила вывести свои войска. Тем самым для продолжения осады в Риме остались только контингенты Флорентийской и Сиенской республик во главе с Браччо да Монтоне и Паоло Орсини.
Корабли с подкреплением, отплывшие 23 апреля 1410 г. из принадлежавшего ему как графу Прованса Марселя были остановлены 16 мая 1410 г. на мелководье у острова Мелория и атакованы неаполитанским и генуэзским флотами. Французский флот потерпел поражение и был вынужден укрыться в порту Ливорно.
После победы неаполитанская армия захватила Перуджу с целью проникнуть в Тоскану. Однако это позволило флорентийскому и сиенскому ополчению завершить осаду и освободить Рим в первые месяцы 1410 г...

## Последствия
Победа, одержанная войсками Флоренции и Сиены, оказалась решающей в разгроме армии Владислава, который был вынужден отвести свои войска после прибытия Людовика в Рим 20 сентября 1410 года.
В мирных договорах, заключенных в январе 1411 г., Неаполитанское королевство признало автономию Флорентийской и Сиенской республик, вернув им территории, занятые во время войны.